# Flashline Mars Arctic Research Station
La Flashline Mars Arctic Research Station (FMARS) è una stazione di ricerca realizzata e gestita dalla Mars Society per la simulazione di habitat marziani.

## Descrizione
La stazione è una Mars Analog Research Station, ovvero una "stazione di ricerca analoga a Marte".
È situata sull'Isola di Devon, un deserto polare con ambiente analogo a quello di Marte, a circa 165 km a nord-est dell'insediamento di Resolute nel territorio canadese del Nunavut. La stazione si trova sull'Haynes Ridge, sovrastante il Cratere Haughton, un cratere meteoritico di circa 23 km di diametro formatosi approssimativamente 39 milioni di anni fa (nel tardo Eocene). La sua posizione è a circa 1609 km dal Polo nord geografico e a circa 1287 km dal Polo nord magnetico.
FMARS venne completata nell'estate del 2000 ed è la prima stazione di ricerca del suo tipo ad essere costruita.
Gestita dalla Mars Society, la funzione della stazione è quella di aiutare a sviluppare conoscenze chiave necessarie per preparare a un'esplorazione umana di Marte, e di ispirare il pubblico rendendo reale la visione dell'esplorazione umana del pianeta. La Mars Society usa la stazione per condurre ricerche geologiche e biologiche in condizioni simili a quelle marziane, per sviluppare tattiche sul campo basate su queste ricerche, e per valutare i protocolli di selezione del personale.
Il costo finale del progetto fu di 1,3 milioni di dollari statunitensi, raccolti attraverso sponsorizzazioni con grandi aziende. La Flashline.com, attiva nel campo degli affari su internet, donò 175000 dollari e ottenne il diritto di poter mettere il proprio nome al progetto. Tra gli altri sponsor ci sono la Kirsch Foundation, la Foundation for the International Non-governmental Development of Space (FINDS) e Discovery Channel (che acquistò in esclusiva i diritti TV in lingua inglese per le attività della stazione per i primi due anni).
Il progetto FMARS rappresenta una delle quattro stazioni facenti parte del Mars Analogue Research Station Programme. La Mars Desert Research Station (MDRS) cominciò le operazioni nel 2002 nello Utah meridionale, mentre sono ancora in fase di progettazione le stazioni in Europa (European Mars Analog Research Station, EuroMARS) e in Australia (Australia Mars Analog Research Station, MARS-Oz).